# Fritz Émeran
Fritz Émeran est un footballeur franco-rwandais né le 28 mars 1976 aux Abymes.

## Carrière
- 1993-94 :  FC Saint-Lô Manche
- 1994-96 :  Stade rennais
- 1996-97 :  Stade Poitevin FC
- 1997-99 :  FC Saint-Leu
- 1999-00 :  FC Malines
- 2000-01 :  RC Genk
- 2000-03 :  Fortuna Sittard
- 2002-04 :  FC Gueugnon
- 2004-05 :  FCM Brussels
- 2005-06 :  RAA Louviéroise
- 2006-07 :  PAE Asteras Tripolis
- 2007-09 :  APO Levadiakos
- 2009-10 :  FC Saint-Leu
- 2010-... :  ES Saint-Gratien[1],[2]

## Sélections
- 2005-07 :  Rwanda (6 matches ; 0 but)